# Wrzosy (województwo łódzkie)
Wrzosy – wieś w Polsce, położona w województwie łódzkim, w powiecie łaskim, w gminie Widawa.
W latach 1975–1998 miejscowość należała administracyjnie do województwa sieradzkiego.